# Конный спорт на летних Олимпийских играх 2024 — командный конкур
Соревнования по командному конкуру на летних Олимпийских играх 2024 года прошли с 1 по 2 августа 2024 года на территории дворцово-паркового ансамбля Версальского дворца. Как и другие дисциплины  конного спорта, соревнования по конкуру являются открытыми для обоих полов, мужчины и женщины соревнуются вместе. 

## Формат соревнований
В командных соревнованиях по конкуру соревнуются 60 конников, представляющих 20 команд. Результаты всех трех участников каждой команды суммируются и формируют командный результат.
Длина олимпийской трасс конкура составляет 525 метров с 14 препятствиями (включая двойные и тройные прыжки, всего 17 прыжков в квалификации и 18 в финале). Максимальная высота препятствий составляет 1,65 метра. Требуемая скорость – 400 метров в минуту (ограничение по времени – 79 секунд). За превышение лимита времени и ошибки при преодолении препятствий начисляются штрафные очки.  

## Расписание
Соревнования продолжались в течение 2 дней. 
Время начала соревнований указано местное (UTC+2)
| Дата                   | Время | Этап         |
| ---------------------- | ----- | ------------ |
| Четверг 1 августа 2024 | 11:00 | Квалификация |
| Пятница 2 августа 2024 | 14:00 | Финал        |

## Призёры
| Золото | Серебро                                                                                       | Бронза |
| Великобритания · Бен Маэр · на Dallas Vegas Batilly · Гарри Чарльз · на Romeo 88 · Скотт Браш · на Jefferson | США · Лора Крот · на Baloutinue · Карл Кук · на Caracole de la Roque · Маклейн Уорд · на Ilex | Франция · Симон Делестр · на I Amelusina R 51 · Оливье Перро · на Dorai D'Aiguilly · Жюльен Эпайяр · на Dubai du Cedre |

## Результаты

### Квалификация
Лучшие 10 команд (включая всех, разделивших 10-е место) проходят в финал 
| Место | Страна            | Конник                                                                      | Лошадь                                                      | Индивидуальные штрафные очки | Командные штрафные очки | Примечания |
| ----- | ----------------- | --------------------------------------------------------------------------- | ----------------------------------------------------------- | ---------------------------- | ----------------------- | ---------- |
| 1     | Германия          | - Кристиан Кукук - Филипп Вейсгаупт - Рихард Фогель                         | - Checker 47 - Zineday - United Touch S                     | - 0 - 0 - 0                  | 0                       | Q          |
| 2     | США               | - Лора Крот - Карл Кук - Маклейн Уорд                                       | - Baloutinue - Caracole de la Roque - Ilex                  | - 0 - 0 - 6                  | 6                       | Q          |
| 3     | Великобритания    | - Бен Маэр - Гарри Чарльз - Скотт Браш                                      | - Dallas Vegas Batilly - Romeo 88 - Jefferson               | - 0 - 4 - 4                  | 8                       | Q          |
| 3     | Бельгия           | - Жиль Тома - Вильм Вермейер - Жером Гери                                   | - Ermitage Kalone - IQ Van Het Steentje - Quel Homme de Hus | - 0 - 4 - 4                  | 8                       | Q          |
| 3     | Нидерланды        | - Майкел ван дер Влётен - Ким Эммен - Харри Смолдерс                        | - Beauville Z - Imagine - Uricas van der Kattevennen        | - 0 - 0 - 8                  | 8                       | Q          |
| 6     | Ирландия          | - Шейн Суитнем - Даниэль Койл - Киан О’Коннор                               | - James Kann Cruz - Legacy - Maurice                        | - 4 - 0 - 5                  | 9                       | Q          |
| 7     | Франция           | - Симон Делестр - Оливье Перро - Жюльен Эпайяр                              | - I Amelusina R 51 - Dorai D'Aiguilly - Dubai du Cedre      | - 8 - 4 - 0                  | 12                      | Q          |
| 8     | Швеция            | - Хенрик фон Экерманн - Рольф-Ёран Бенгтссон - Педер Фредриксон             | - King Edward - Zuccero HV - Catch Me Not S                 | - 0 - 0 - 17                 | 17                      | Q          |
| 9     | Израиль           | - Эшли Бонд - Робин Мюр - Даниэль Блюман                                    | - Donatello 141 - Galaxy HM - Ladriano Z                    | - 4 - 16 - 0                 | 20                      | Q          |
| 10    | Мексика           | - Карлос Ханк - Федерико Фернандес - Эухенио Гарса                          | - Porthos Maestro WH Z - Romeo - Contago                    | - 4 - 4 - 12                 | 20                      | Q          |
| 11    | Испания           | - Исмаэль Гарсия Роке - Серхио Альварес Мойя - Эдуардо Альварас Азнар       | - Tirano - Puma HS - Caprice du Vigneul                     | - 9 - 4 - 8                  | 21                      |            |
| 12    | Швейцария         | - Стив Герда - Пиус Швицер - Мартин Фукс                                    | - Dynamix de Belheme - Vancouver de Lanlore - Leone Jei     | - 8 - 12 - 4                 | 24                      |            |
| 13    | Австрия           | - Катарина Ромберг - Герфрид Пук - Макс Кюнер                               | - Colestus Cambridge - Naxcel V - Elektric Blue P           | - 16 - 8 - 4                 | 28                      |            |
| 14    | Канада            | - Марио Делорьер - Эринн Баллар - Эми Миллар                                | - Emerson - Nikka van der Bisschop - Truman                 | - 12 - 4 - 16                | 32                      |            |
| 15    | Австралия         | - Хиллари Скотт - Тайса Эрвин - Эдвина Топс-Александер                      | - Milky Way - Utopie Rossignol*IFCE - Fellow Castlefield    | - 16 - 16 - 4                | 36                      |            |
| 16    | Япония            | - Тайдзо Сугитани - Такаси Сибаяма - Эйкен Сато                             | - Quincy 194 - Karamell M&M - Conthargo-Blue                | - 20 - 12 - 19               | 51                      |            |
| 17    | Польша            | - Адам Гржегоржевский - Давид Кубяк - Максимилиан Вехта                     | - Issem - Flash Blue B - Chepettano                         | - 28 - 16 - 9                | 53                      |            |
| 18    | ОАЭ               | - Омар Абдул Азиз аль-Марзуки - Али Хамад аль-Кирби - Абдулла Мод аль-Марри | - Enjoy de la Mure - Jarlin de Torres - McGregor            | - 12 - 44 - 16               | 72                      |            |
| 19    | Саудовская Аравия | - Абдулрахман Альраджи - Халед Альмобти - Рамзи Аль-Духами                  | - Ventago - Jaguar King WD - Untouchable 32                 | - 8 - 20 - WD                | 28+WD                   |            |
| 20    | Бразилия          | - Педро Венис - Стефан де Фрейташ Барша - Родриго Пессоа                    | - Nimrod de Muze - Primavera - Major Tom                    | - EL - 4 - WD                | Дисквалификация         |            |

### Финал[5]
| Место | Страна         | Конник                                                          | Лошадь                                                      | Индивидуальные штрафные очки | Командные штрафные очки |
| ----- | -------------- | --------------------------------------------------------------- | ----------------------------------------------------------- | ---------------------------- | ----------------------- |
| 1     | Великобритания | - Бен Маэр - Гарри Чарльз - Скотт Браш                          | - Dallas Vegas Batilly - Romeo 88 - Jefferson               | - 1 - 0 - 1                  | 2                       |
| 2     | США            | - Лора Крот - Карл Кук - Маклейн Уорд                           | - Baloutinue - Caracole de la Roque - Ilex                  | - 4 - 0 - 0                  | 4                       |
| 3     | Франция        | - Симон Делестр - Оливье Перро - Жюльен Эпайяр                  | - I Amelusina R 51 - Dorai D'Aiguilly - Dubai du Cedre      | - 3 - 0 - 4                  | 7 *                     |
| 4     | Нидерланды     | - Майкел ван дер Влётен - Ким Эммен - Харри Смолдерс            | - Beauville Z - Imagine - Uricas van der Kattevennen        | - 6 - 0 - 1                  | 7                       |
| 5     | Германия       | - Кристиан Кукук - Филипп Вейсгаупт - Рихард Фогель             | - Checker 47 - United Touch S - Zineday                     | - 4 - 4 - 0                  | 8                       |
| 6     | Швеция         | - Хенрик фон Экерманн - Рольф-Ёран Бенгтссон - Педер Фредриксон | - King Edward - Zuccero HV - Catch Me Not S                 | - 4 - 4 - 4                  | 12                      |
| 7     | Ирландия       | - Шейн Суитнем - Даниэль Койл - Киан О’Коннор                   | - James Kann Cruz - Legacy - Maurice                        | - 5 - 0 - 9                  | 14                      |
| 8     | Бельгия        | - Жиль Тома - Вильм Вермейер - Жером Гери                       | - Ermitage Kalone - IQ Van Het Steentje - Quel Homme de Hus | - 8 - 4 - 8                  | 20                      |
| 9     | Израиль        | - Эшли Бонд - Робин Мюр - Даниэль Блюман                        | - Galaxy HM - Donatello 141 - Ladriano Z                    | - 13 - 20 - WD               | 33+WD                   |
| 10    | Мексика        | - Карлос Ханк - Федерико Фернандес - Эухенио Гарса              | - Porthos Maestro WH Z - Romeo - Contago                    | - WD - WD - WD               | Сход с дистанции        |

- Бронзовый призер определен по лучшему времени: суммарное время команды Франции в финале составило 238,12 сек, команды Нидерландов – 238,69 сек.

*WD = Сход с дистанции
*EL = Дисквалификация